# 出平駅
出平駅（だしだいらえき）は、富山県黒部市宇奈月町音澤にある黒部峡谷鉄道本線の駅。関西電力専用駅のため、一般客の利用はできない。また、区間運行で当駅折り返しとなる列車であっても一般客は下車できず、同じ列車でそのまま折り返す形になる。なお、出平駅舎には送り仮名を含めた「出し平えき」との記述がある。

## 駅構造
- 1面2線の島式ホームを有する。
- 標高370m。
- 側線があり、大物車が常駐している。

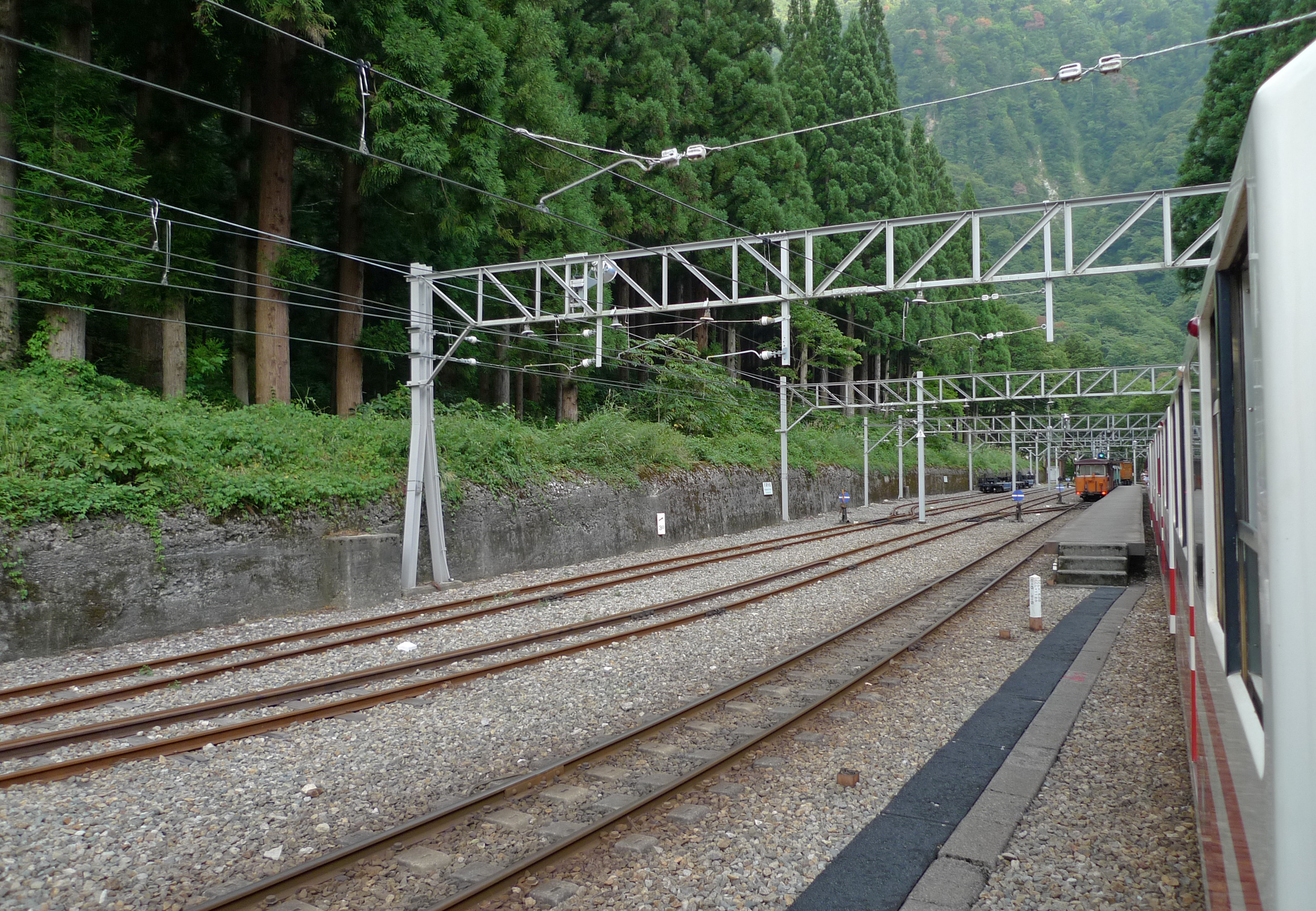
ホームと山側の側線
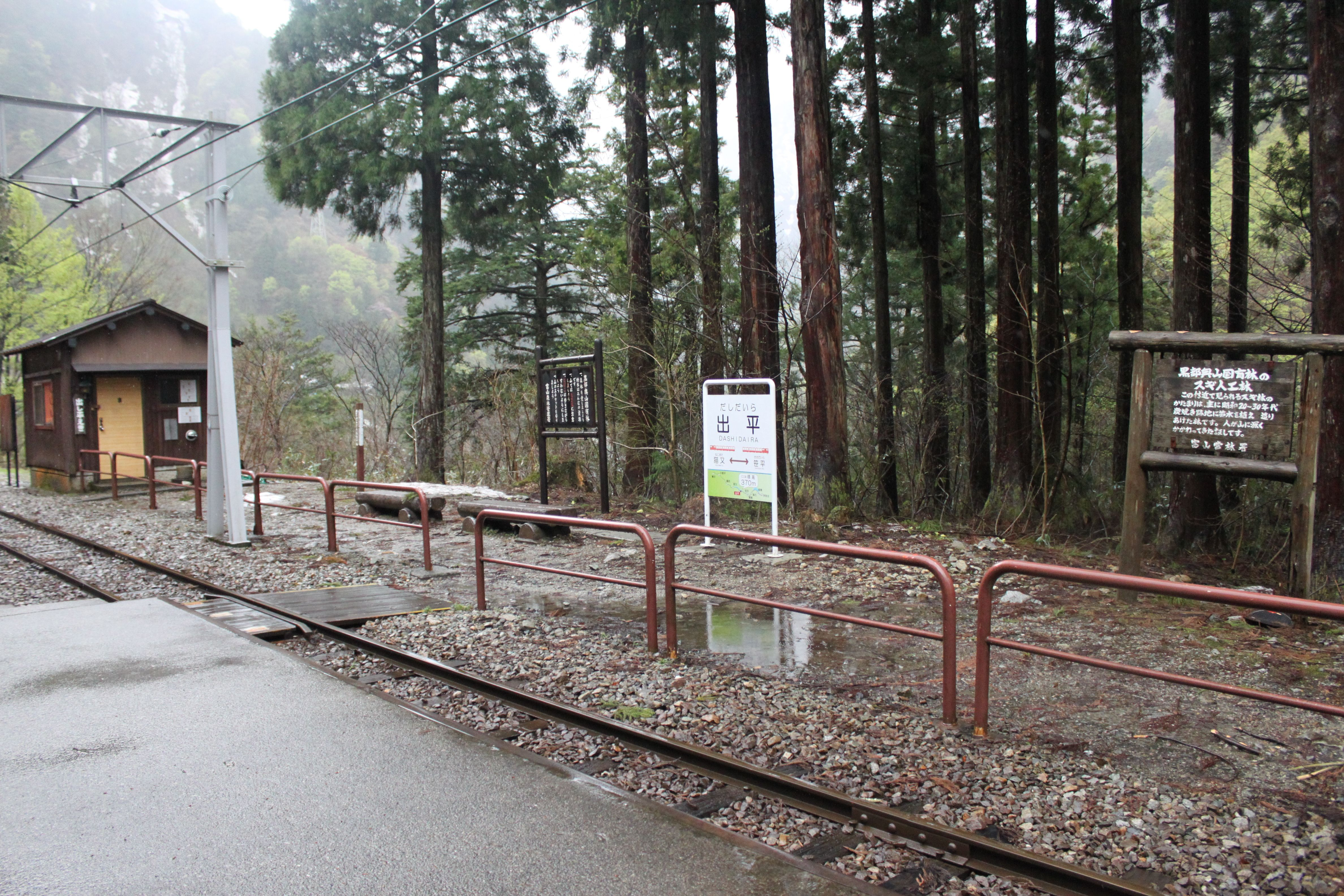
駅名標

## 駅周辺
- 近くには出し平ダムがある。

## 隣の駅
黒部峡谷鉄道
■本線
笹平駅 - 出平駅 - 猫又駅